# Puntero

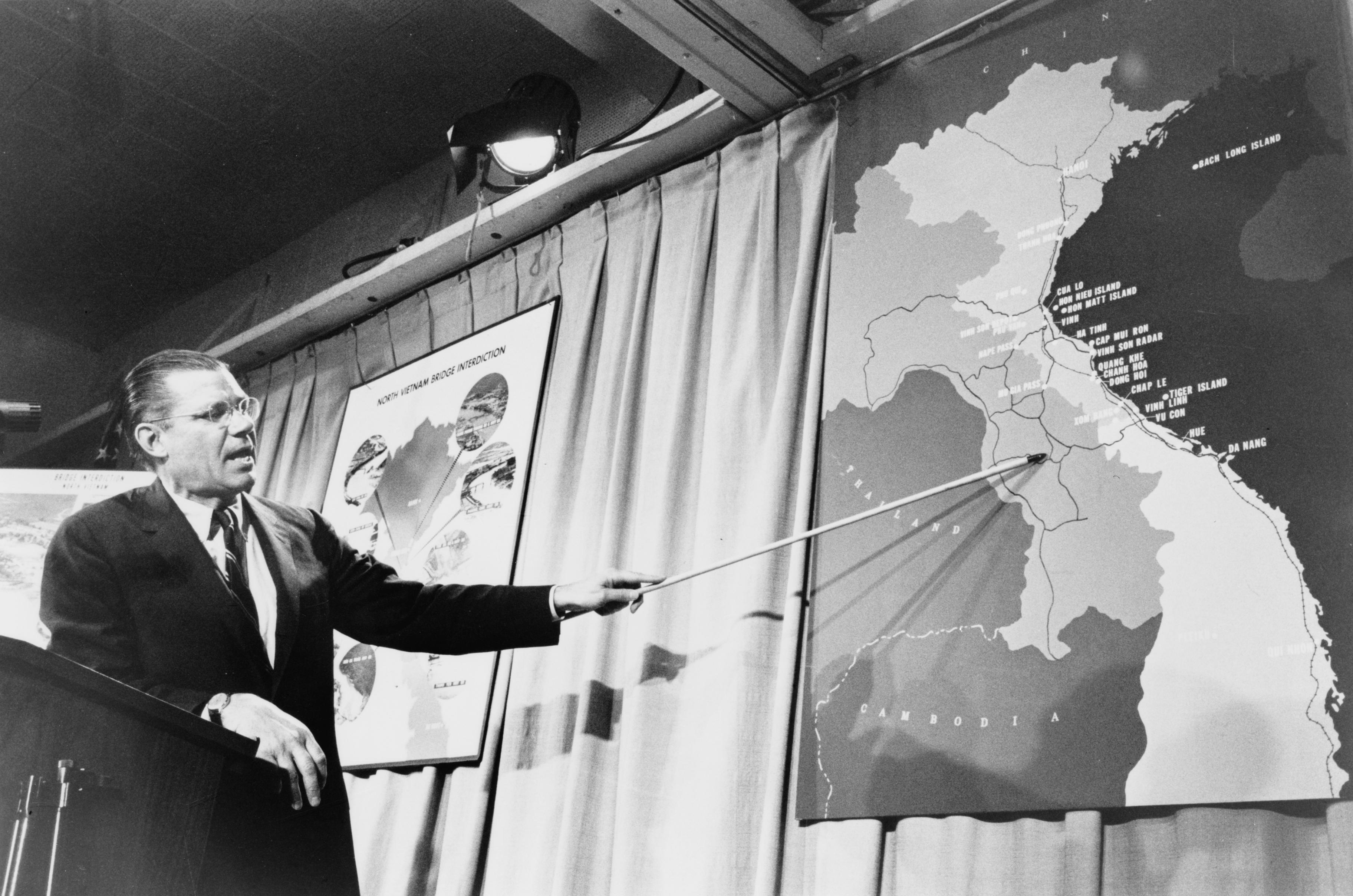
Robert McNamara apunta a un mapa de Vietnam con un dispositivo de puntero.

Un puntero o dispositivo de puntero es una varilla sólida usada para apuntar manualmente, en forma de barra, pero siempre terminado o producido artificialmente.
El típico puntero es simplemente un palo largo, delgado, flexible, generalmente confeccionado en un material resistente, diseñado para indicar lugares en mapas, palabras en las pizarras, etc.
Además, puede ser utilizado como cualquier palo ordinario para otros fines, por ejemplo, para azotes punitivos.
Algunos son telescópicos y pueden llevarse en el bolsillo como un bolígrafo.